# Klosterris Hegn
Klosterris Hegn är en skog i Danmark. Den ligger i Region Hovedstaden, i den östra delen av landet. Klosterris Hegn ligger på ön Sjælland. Kring skogen förekommer jordbruksmark.